# Carole Bayer Sager
 (juin 2013).
Si vous disposez d'ouvrages ou d'articles de référence ou si vous connaissez des sites web de qualité traitant du thème abordé ici, merci de compléter l'article en donnant les références utiles à sa vérifiabilité et en les liant à la section « Notes et références ».
Carole Bayer Sager, née le 8 mars 1947 à Brooklyn (New York, États-Unis), est une auteure-compositrice-interprète américaine connue en particulier pour ses collaborations avec les compositeurs Marvin Hamlisch et Burt Bacharach. 
Carole Bayer Sager a reçu un Oscar de la meilleure chanson originale, deux Golden Globe de la meilleure chanson originale et un Grammy Award de la chanson de l'année.

## Discographie
- 1977 : Carole Bayer Sager
- 1978 : ...Too
- 1981 : Sometimes Late At Night

## Récompenses
- 1982 : Golden Globe de la meilleure chanson originale pour Arthur's Theme (Best That You Can Do) (partagé avec Christopher Cross, Burt Bacharach et Peter Allen) ;
- 1982 : Oscar de la meilleure chanson originale pour Arthur's Theme (Best That You Can Do) (partagé avec Christopher Cross, Burt Bacharach et Peter Allen) ;
- 1987 : Grammy Award de la chanson de l'année et de l'album de l'année pour That's What Friends Are For (partagé avec Burt Bacharach) ;
- 1987 : Songwriters Hall of Fame ;
- 1999 : Golden Globe de la meilleure chanson originale pour The Prayer (partagé avec David Foster, Alberto Testa et Tony Renis).